# Lăng Trường Diễn
Lăng Trường Diễn (tên Hán 長衍陵), tức lăng Hy Tôn Hiếu Văn Hoàng Đế - Nguyễn Phúc Nguyên (sinh ngày 16 tháng 8 năm 1563, mất ngày 19 tháng 11 năm 1635, là vị Chúa thứ hai của 9 đời Chúa Nguyễn, còn gọi là chúa Sãi hay Nguyễn Hy Tông).

## Vị trí
Lăng thuộc địa phận núi xã Hải Cát, huyện Hương Trà, nay là thôn Hải Cát, xã Hương Thọ, thị xã Hương Trà, thành phố Huế. Trước kia lăng ở Sơn Phận, huyện Quảng Điền, sau mới dời về đây. Lăng nằm ở phía tả ngạn sông Hương, cách bờ sông khoảng 200m, cách trung tâm thành phố Huế 6 km đường chim bay về phía tây-nam.
Lăng Trường Diễn nằm cách Lăng Trường Hưng của Chúa Nguyễn Phúc Tần khoảng 650m về hướng bắc.

## Bố cục kiến trúc
Lăng xoay về phía nam.
Lăng gồm hai vòng tường thành. Vòng ngoài xây bằng đá bazan, phần mũ tường xây bằng gạch vồ, chu vi 120,5m, cao 2,5m. Vòng trong cũng xây bằng đá bazan, phần mũ xây gạch vồ (đây là điểm khác biệt so với các lăng Chúa Nguyễn khác được xây hoàn toàn bằng gạch), chu vi 66,9m, cao 2,02m, mặt tiền có hai trụ cổng dẫn vào mộ. Giữa hai cổng của hai vòng thành là một bình phong, không còn dấu vết của trang trí.
Mộ thấp, phẳng, gồm 2 tầng, hình khối chữ nhật. Tầng trên rộng 210 cm, dài 322 cm, cao 17 cm. Tầng dưới rộng 259 cm, dài 372 cm, cao 23 cm. Hương án trước mộ xây thấp, có hình khối đơn giản.

## Tình trạng
Lăng Trường Diễn nằm ở vị trí hẻo lánh, cách xa đường giao thông và bị bao quanh bởi những bụi cây um tùm, việc tìm ra lăng là điều khá khó khăn. Vì vậy mà có rất ít dấu vết hiện diện của con người ở khu lăng mộ này. Theo ghi nhận vào năm 2014, thì lăng không được chăm nom thường xuyên, cây dại đã bao trùm lên khuôn viên lăng nhiều chỗ mọc quá đầu người, nhiều đoạn tường thành của lăng đã xuống cấp và sụp đổ.
Năm 2015, UBND tỉnh Thừa Thiên Huế có quyết định xếp hạng lăng mộ của chúa Nguyễn Phúc Nguyên là di tích lịch sử cấp tỉnh.